# سیارک ۸۱۴۲
سیارک ۸۱۴۲ (به انگلیسی: 8142 Zolotov، نامگذاری:1982UR6) هشت هزار و صد و چهل و دومین سیارک کشف شده‌است که در ۲۰ اکتبر ۱۹۸۲ کشف شد.
قدر مطلق سیارک برابر ۱۴٫۰۰ است.